# NEW DOBB
NEW DOBB（ニュードブ）は1974年に北九州市で結成され、1986年笹路正徳プロデュースによる不二家CFソングとしてシングル「パレレルワールド」でテイチクレコードからデビュー。続く2枚のアルバムを発表後の1987年解散した日本のロックバンド。

## 概要
初期メンバーは、倉掛信彰（ボーカル、ベース）、倉掛英彰（ギター）、福島浩明（ギター）、松野博行（ドラムス）の4人。
北九州市若松区で結成され、ウィッシュボーン・アッシュやハンブル・パイ等のUKロックを基盤としたハードロック・バンドとして、3度の北九州市民音楽祭でのグランプリや第4回 L-Motion Rock 本選大会でのグランプリをきっかけに全国へと展開するも、バラ族（後の『人間クラブ』→『ザ・ルースターズ』）へ倉掛英彰の一時参加やメンバーチェンジ等の事情で1981年に活動休止。
新たに1983年、倉掛英彰（ボーカル・ギター）中心となりメンバー再編。、内野嘉丞（ギター）、村上敏行（ベース）、仲道弘高（キーボード）、岩尾伸二（ドラムス）となりニューウェーブ色の高いバンドへと変化。1986年テイチク・コンチネンタル・レコードより、不二家とのCMタイアップでメジャーデビュー。シングル『パラレルワールド』、アルバム『Totem Pole』、12インチシングル『Play to the beat』を残し1987年に解散。

## ディスコグラフィ

### シングル
1. パラレルワールド／ワーストシネマ （1986年4月）

### アルバム
1. Totem Pole （1986年4月21日）
2. Cry'n （1987年3月21日）

### 編集盤
1. Early to Late （2000年8月）